# إنزو ماريسكا
فينشينسو ماريسكا (بالإيطالية: Enzo Maresca)، (مواليد بونتيكانيانو بمقاطعة ساليرنو 10 فبراير 1980)، لاعب كرة قدم إيطالي.وفي 31 مايو 2024 أعلن نادي تشيلسي الإنجليزي تعاقده مع ماريسكا بعقد لخمس سنوات بالإضافة إلى خيار التمديد لعام آخر.
بدأ مسيرته الكروية مع نادي وست برومتش ألبيون الإنجليزي في عام 1998، ولعب معهم حتى عام 2000، وشارك معهم في 47 مباراة وسجل 5 أهداف، وفي عام 2000 انتقل إلى نادي يوفنتوس، ولعب معهم حتى عام 2005، وشارك معهم في 37 مباراة وسجل 4 أهداف، وكان قد أعير في موسم 2000/2001 إلى نادي بولونيا، ولعب معهم 23 مباراة، وأعير في موسم 2002/2003 إلى نادي بياتشنزا، ولعب معهم 31 مباراة وسجل 9 أهداف، وأعير في موسم 2004/2005 إلى نادي فيورنتينا، ولعب معهم 25 مباراة وسجل 5 أهداف، ومنذ عام 2005 وهو يلعب مع نادي إشبيلية الإسباني.

## المسيرة الإدارية
في 1 يونيو 2017، تم تقديم ماريسكا كجزء من الطاقم الغير لاعبين لنادي ""أسكولي"" في دوري الدرجة الثانية الإيطالي للموسم القادم. ولأنه لم يكن يمتلك الشهادات التدريبية اللازمة وقت التوظيف، تم تعيينه رسميًا كمساعد للمدرب الجديد فولفيو فيورين، الذي كان يعمل سابقًا مع فرق الشباب وكشاف في ""ميلان"".
في أغسطس 2020، تم تعيينه في ""مانشستر سيتي"" كمدير لفريق تطوير المواهب.

### بارما
بعد الفوز بالدوري الإنجليزي للشباب مع ""مانشستر سيتي"" في 27 مايو 2021، تم تعيينه كمدرب رئيسي جديد لنادي ""بارما"" الذي كان يلعب في دوري الدرجة الثانية الإيطالي في موسم 2021-2022. لم يتمكن ماريسكا من تحقيق الصعود مع ""بارما"" وتمت إقالته في 23 نوفمبر 2021.
في يونيو 2022، عاد إلى ""مانشستر سيتي"" كأحد مساعدي بيب جوارديولا، بدلاً من خوانما ليلو الذي أصبح مدربًا لـ ""السد"".

### ليستر سيتي
في 16 يونيو 2023، تم تعيين ماريسكا كمدرب رئيسي لنادي ""ليستر سيتي"" في دوري البطولة، بعقد مدته ثلاث سنوات مع النادي الإنجليزي الذي هبط مؤخرًا إلى الدرجة الأدنى. عاش أول شهرين في قاعدة التدريب الخاصة بالنادي.

### تشيلسي
في 3 يونيو 2024، أعلن نادي تشيلسي في الدوري الإنجليزي الممتاز أن ماريسكا سيصبح المدرب الرئيسي اعتبارًا من 1 يوليو 2024، بتوقيع عقد لمدة خمس سنوات مع خيار التمديد لسنة إضافية. في 18 أغسطس 2024، انتهت أولى مبارياته تحت قيادة ماريسكا بالخسارة على أرضه أمام أبطال ""مانشستر سيتي"" بنتيجة 2-0. بعد أسبوع، حقق أول انتصار له كمدرب لـ ""تشيلسي"" في الدوري الإنجليزي الممتاز، مكتسحًا ""وولفرهامبتون واندررز"" بنتيجة 2-6 بفضل هاتريك نوني مادويكي وأهداف أخرى سجلها كول بالمر ونيكولاس جاكسون وجواو فيليكس. الأداء القوي في المباريات التالية مع ثلاث انتصارات متتالية ضد ""بورنموث""، ""وست هام"" و""برايتون"" مكنت النادي من بداية أفضل موسم في الدوري الإنجليزي الممتاز منذ عام 2021، ونتيجة لذلك، تم تسمية ماريسكا كأفضل مدرب في الدوري الممتاز لشهر سبتمبر 2024.

## الإنجازات
ليستر سيتي
- دوري البطولة الإنجليزية: 2023–24

تشيلسي
- دوري المؤتمر الأوروبي: 2024–25
- كأس العالم للأندية: 2025

#### الفردية
- مدرب الشهر في الدوري الإنجليزي الممتاز: سبتمبر 2024
- جائزة أفضل مدرب في دوري البطولة الإنجليزية: 2024

## روابط خارجية
- إنزو ماريسكا على موقع الاتحاد الأوربي (الإنجليزية)
- إنزو ماريسكا على موقع قاعدة بيانات كرة القدم.إي يو (الإنجليزية)
- إنزو ماريسكا على موقع ليكيب (الفرنسية)
- إنزو ماريسكا على موقع Soccerway.com (الإنجليزية)
- إنزو ماريسكا على موقع عالم كرة القدم.نت (الإنجليزية)
- إنزو ماريسكا على موقع كووورة
- إنزو ماريسكا على موقع AS.com (الإسبانية)